# Пристава (Сежана)
Пристава (словен. Pristava) — поселення в общині Сежана, Регіон Обално-крашка, Словенія. Висота над рівнем моря: 322,8 м.